# مموریال درایو (هیوستون)
خیابان مِموریال درایو (به انگلیسی: Memorial Drive) یک جادهٔ اصلی در نیمهٔ غربی شهر هیوستون، ایالت تگزاس در ایالات متحده آمریکا است. این جاده از بزرگراه میان‌ایالتی ۴۵ در شرق آغاز شده و تا بزرگراه ایالتی ۶ در غرب امتداد دارد و طول آن حدود ۲۰ مایل (۳۲ کیلومتر) است. یک بخش ۱ مایلی (۱٫۶ کیلومتری) از این جاده از میان چندین محلهٔ عمدتاً مرفه در شهرهای هیوستون، بانکر هیل ویلیج، پاینی پوینت ویلیج و هانترز کریک ویلیج عبور می‌کند و همچنین از پارک مِموریال می‌گذرد. نام این جاده به یاد مردانی که در اردوگاه کمپ لوگان خدمت کرده‌اند، انتخاب شده است.

## تاریخچه
مِموریال درایو در دههٔ ۱۹۲۰ ساخته شد. در دههٔ ۱۹۴۰ و اوایل دههٔ ۱۹۵۰، این جاده در نظر گرفته شده بود که یکی از ده شاهراه شعاعی از مرکز شهر هیوستون به بیرون باشد. با وجود رشد سریع جمعیت در منطقهٔ هیوستون در دهه‌های اخیر، بیشترین ترافیک این جاده در اوایل دههٔ ۱۹۶۰ ثبت شده است؛ به‌طوری که در ۱۹۶۰، نزدیک به ۴۷ هزار خودرو در روز از بخش واقع در واو درایو عبور می‌کردند. با افتتاح بزرگراه کیتی در ۱۹۶۸، اهمیت مِموریال درایو به‌عنوان یک مسیر پرسرعت کاهش یافت. در مقایسه با گذشته، در ۲۰۰۱ بین ۳۰ هزار تا ۳۶ هزار خودرو در روز از این بخش عبور می‌کردند.
در ماه مه ۲۰۰۷، عضو شورای شهر هیوستون، پم هولم اعلام کرد که بخش بزرگی از این جاده، به طول تقریبی یک چهارم مسیر آن، گسترش و بهسازی خواهد شد. این بخش، از پارک جرج بوش تا گسنر رود، به طول حدود ۶٫۲ مایل (۹٫۹ کیلومتر) قرار بود به‌منظور پاسخ به رشد جمعیت در غرب هیوستون بازسازی شود. بخش نخست این طرح قرار بود در ۲۰۰۹ آغاز شود.

مسیر کامل مِموریال درایو، با رنگ قرمز مشخص شده است.

## بخش پارک وی
بخش دسترسی محدود مِموریال درایو در اوایل ۱۹۵۶ به روی ترافیک گشوده شد. این قسمت، به طول ۲٫۳ مایل (۳٫۷ کیلومتر)، بین هیوستون اوِنیو و شپرد درایو قرار دارد و شامل یک پل زیرگذر در تقاطع هایستس بولوارد / واو درایو با یک تبادل چهاربری بزرگ است. ورودی و خروجی‌هایی نیز در شپرد درایو وجود دارد. رانندگان می‌توانند از مسیر شمالی یا جنوبی هیوستون اوِنیو، وارد مِموریال درایو شوند.
این قسمت از مِموریال درایو در امتداد ساحل شمالی بافلو بایو قرار دارد و دو بار در نزدیکی گورستان گلنوود از روی آن عبور می‌کند، در حالی که آلن پارک‌وی در ساحل جنوبی بایو ادامه می‌یابد. مسیرهای دوچرخه‌سواری و پیاده‌روی پیوسته در کنار این جاده وجود دارد و این مسیر از پارک بافلو بایو پارک، کلیولند پارک، اسپاتس پارک و یادبود افسران پلیس هیوستون می‌گذرد.

## پارک مِموریال
خیابان مموریال درایو تنها جاده ایست ک از تمام پارک عبور می‌کند. مانند بخش پارک وی، مسیر دوچرخه سواری، پیاده‌روی و آهسته دویدن در امتداد جاده هم در این پارک وجود دارد. مسابقه دو ماراتون سالانه شورون هوستون در این بخش از خیابان مموریال درایو، ژانویه هر سال برگزار می‌شود.
مِموریال درایو تنها جادهٔ اصلی در پارک مِموریال (به جز یک بخش کوتاه از وودوی درایو) و تنها مسیر عبوری کامل از داخل این پارک است. مانند بخش پارک‌وی، مسیرهای متعدد دوچرخه‌سواری و پیاده‌روی در امتداد آن وجود دارد. هر سال در ماه ژانویه، ماراتن هیوستون در این بخش از مِموریال درایو برگزار می‌شود.

## دهکده‌های مموریال

تابلوی خوشامدگویی پاینی پوینت ویلیج

پس از گذر از زیر بزرگراه میان‌ایالتی ۶۱۰، مسیر جاده کمی به سمت شمال می‌پیچد و از میان محله‌هایی جنگلی ولی پرجمعیت عبور می‌کند. سپس به سمت جنوب ادامه یافته و از میان سه دهکده هانترز کریک ویلیج، پاینی پوینت ویلیج و بانکر هیل ویلیج می‌گذرد. این مناطق از محله‌های مرفه هیوستون به‌شمار می‌روند و عمدتاً محل سکونت مدیران ارشد شرکت‌ها هستند و برخی از گران‌ترین خانه‌های هیوستون در این ناحیه قرار دارد. در بیشتر بخش‌های بانکر هیل ویلیج، جاده تنها دو خط دارد، اما بین گسنر رود و بزرگراه ایالتی ۶، چهارخطه است.

## بخش غربی
در غرب بزرگراه کمربندی ۸، مِموریال درایو به‌عنوان یک جادهٔ اصلی در منطقه شناخته می‌شود و از میان محله‌های مسکونی متعددی در غرب شهر عبور می‌کند که معمولاً در دو طرف آن مراکز خرید و فروشگاه‌های نواری قرار دارند که بسیاری از آن‌ها به ساکنان مرفه این ناحیه خدمات می‌دهند. مرکز خرید لوکس تاون اند کانتری ویلیج (به انگلیسی: Town & Country Village) در مجاورت این بخش قرار دارد. این قسمت همچنین از بخش شمالی ناحیهٔ مدیریت کریدور انرژی عبور می‌کند. انتهای غربی مِموریال درایو در بزرگراه ۶، در لبهٔ سد خاکی بزرگ بارکر رِزِرویر و در کنار پارک جرج بوش قرار دارد.

## یادکرد
1. ↑  Smith, Brenda Beust. "Just who was...Westheimer/A guide to the people whose names grace the street signs of Houston." Houston Chronicle. Sunday March 23, 1986. Lifestyle 1. Retrieved on January 23, 2010.
2. ↑  Ch. 3-Downtown Freeways. Houston Freeways, Erik Slotboom.
3. 1 2  Ch. 4-Spokes. Houston Freeways, Erik Slotboom.
4. ↑  24 Hour Saturation Counts بایگانی‌شده  در ۸ اوت ۲۰۰۶ توسط Wayback Machine. H-GAC Transportation Department. '
5. ↑  «Westchester neighborhood news archive (May 2007)». بایگانی‌شده از اصلی در ۲۸ سپتامبر ۲۰۰۷. دریافت‌شده در ۱۱ ژوئن ۲۰۱۳.
6. ↑  Satellite image of Memorial/Heights Boulevard Interchange. Google Maps. Retrieved September 29, 2006.
7. ↑  «The Houston Police Officers' Memorial». بایگانی‌شده از اصلی در ۲۵ اکتبر ۲۰۰۹. دریافت‌شده در ۲۵ اکتبر ۲۰۰۹.
8. ↑  Police Officer Memorial. www.houstonmunicipalart.org.
9. 1 2  Chevron Houston Marathon, Aramco Half Marathon.
10. ↑  City of Hunters Creek City Map بایگانی‌شده  در ۱۱ نوامبر ۲۰۰۹ توسط Wayback Machine. February 2003. Retrieved November 26, 2006.
11. ↑  City of Bunker Hill Village. Retrieved November 26, 2006.
12. ↑  Map of the City of Piney Point Village. Claunch and Miller, Inc. October 2004. Retrieved November 26, 2006.